# Ernest Poku
Ernest Poku (Amsterdam, 28 gennaio 2004) è un calciatore olandese, attaccante del Bayer Leverkusen e della nazionale Under-21 olandese.

## Biografia
È fratello maggiore di Emanuel Poku, a sua volta calciatore professionista.

## Caratteristiche tecniche
Nel 2021, è stato inserito nella lista "Next Generation" dei sessanta migliori talenti nati nel 2004, redatta dal quotidiano inglese The Guardian.

## Carriera

### Club
Cresciuto nel settore giovanile dell'AZ Alkmaar, debutta in prima squadra il 18 agosto 2021 in occasione dell'incontro di Eredivisie perso 1-0 contro l'RKC Waalwijk.
Il 12 agosto 2025 passa a titolo definitivo al Bayer Leverkusen, in Bundesliga, per 10 milioni di euro.

### Nazionale
Ha giocato nelle nazionali giovanili olandesi Under-16, Under-18, Under-19 ed Under-21.

## Statistiche

### Presenze e reti nei club
Statistiche aggiornate al 12 agosto 2025.
| Stagione               | Squadra                | Campionato             | Campionato | Campionato | Coppe nazionali | Coppe nazionali | Coppe nazionali | Coppe continentali | Coppe continentali | Coppe continentali | Altre coppe | Altre coppe | Altre coppe | Totale | Totale | Totale |
| Stagione               | Squadra                | Comp                   | Pres       | Reti       | Comp            | Pres            | Reti            | Comp               | Pres               | Reti               | Comp        | Pres        | Reti        | Pres   | Reti   |        |
| ---------------------- | ---------------------- | ---------------------- | ---------- | ---------- | --------------- | --------------- | --------------- | ------------------ | ------------------ | ------------------ | ----------- | ----------- | ----------- | ------ | ------ | ------ |
| 2020-2021              | Jong AZ Alkmaar        | 1D                     | 3          | 0          | -               | -               | -               | -                  | -                  | -                  | -           | -           | -           | 3      | 0      |        |
| 2021-2022              | Jong AZ Alkmaar        | 1D                     | 22         | 2          | -               | -               | -               | -                  | -                  | -                  | -           | -           | -           | 22     | 2      |        |
| 2022-2023              | Jong AZ Alkmaar        | 1D                     | 15         | 2          | -               | -               | -               | -                  | -                  | -                  | -           | -           | -           | 15     | 2      |        |
| 2023-2024              | Jong AZ Alkmaar        | 1D                     | 17         | 12         | -               | -               | -               | -                  | -                  | -                  | -           | -           | -           | 17     | 12     |        |
| 2024-2025              | Jong AZ Alkmaar        | 1D                     | 2          | 0          | -               | -               | -               | -                  | -                  | -                  | -           | -           | -           | 2      | 0      |        |
| Totale Jong AZ Alkmaar | Totale Jong AZ Alkmaar | Totale Jong AZ Alkmaar | 59         | 16         |                 | -               | -               |                    | -                  | -                  |             | -           | -           | 59     | 16     |        |
| 2021-2022              | AZ Alkmaar             | ED                     | 4          | 0          | CO              | 0               | 0               | UEL+UECL           | 2+0                | 0                  | -           | -           | -           | 6      | 0      |        |
| 2022-2023              | AZ Alkmaar             | ED                     | 0          | 0          | CO              | 0               | 0               | UECL               | 0                  | 0                  | -           | -           | -           | 0      | 0      |        |
| 2023-2024              | AZ Alkmaar             | ED                     | 21         | 1          | CO              | 2               | 1               | UECL               | 6                  | 0                  | -           | -           | -           | 29     | 2      |        |
| 2024-2025              | AZ Alkmaar             | ED                     | 23+2       | 2+0        | CO              | 5               | 1               | UEL                | 10                 | 0                  | -           | -           | -           | 40     | 3      |        |
| lug.-ago. 2025         | AZ Alkmaar             | ED                     | 1          | 0          | CO              | 0               | 0               | UECL               | 0                  | 0                  | -           | -           | -           | 1      | 0      |        |
| Totale AZ Alkmaar      | Totale AZ Alkmaar      | Totale AZ Alkmaar      | 51         | 3          |                 | 7               | 2               |                    | 18                 | 0                  |             | -           | -           | 76     | 5      |        |
| 2025-2026              | Bayer Leverkusen       | BL                     | -          | -          | CG              | -               | -               | UCL                | -                  | -                  | -           | -           | -           | -      | -      |        |
| Totale carriera        | Totale carriera        | Totale carriera        | 110        | 19         |                 | 7               | 2               |                    | 18                 | 0                  |             | -           | -           | 135    | 21     |        |

### Cronologia presenze e reti in nazionale
| Cronologia completa delle presenze e delle reti in nazionale ― Paesi Bassi under 21 | Cronologia completa delle presenze e delle reti in nazionale ― Paesi Bassi under 21 | Cronologia completa delle presenze e delle reti in nazionale ― Paesi Bassi under 21 | Cronologia completa delle presenze e delle reti in nazionale ― Paesi Bassi under 21 | Cronologia completa delle presenze e delle reti in nazionale ― Paesi Bassi under 21 | Cronologia completa delle presenze e delle reti in nazionale ― Paesi Bassi under 21 | Cronologia completa delle presenze e delle reti in nazionale ― Paesi Bassi under 21 | Cronologia completa delle presenze e delle reti in nazionale ― Paesi Bassi under 21 |
| Data                                                                                | Città                                                                               | In casa                                                                             | Risultato                                                                           | Ospiti                                                                              | Competizione                                                                        | Reti                                                                                | Note                                                                                |
| ----------------------------------------------------------------------------------- | ----------------------------------------------------------------------------------- | ----------------------------------------------------------------------------------- | ----------------------------------------------------------------------------------- | ----------------------------------------------------------------------------------- | ----------------------------------------------------------------------------------- | ----------------------------------------------------------------------------------- | ----------------------------------------------------------------------------------- |
| 12-10-2023                                                                          | Batumi                                                                              | Georgia under 21                                                                    | 0 – 3                                                                               | Paesi Bassi under 21                                                                | Qual. Europeo Under-21 2025                                                         | -                                                                                   | 69’                                                                                 |
| 16-11-2023                                                                          | Almere                                                                              | Paesi Bassi under 21                                                                | 1 – 0                                                                               | Gibilterra under 21                                                                 | Qual. Europeo Under-21 2025                                                         | -                                                                                   | 81’                                                                                 |
| 21-3-2024                                                                           | Nimega                                                                              | Paesi Bassi under 21                                                                | 1 – 2                                                                               | Norvegia under 21                                                                   | Amichevole                                                                          | -                                                                                   |                                                                                     |
| 25-3-2024                                                                           | Chișinău                                                                            | Moldavia under 21                                                                   | 0 – 3                                                                               | Paesi Bassi under 21                                                                | Qual. Europeo Under-21 2025                                                         | -                                                                                   | 62’                                                                                 |
| 10-10-2024                                                                          | Almelo                                                                              | Paesi Bassi under 21                                                                | 1 – 0                                                                               | Messico under 21                                                                    | Amichevole                                                                          | -                                                                                   |                                                                                     |
| 14-10-2024                                                                          | Nimega                                                                              | Paesi Bassi under 21                                                                | 3 – 0                                                                               | Svezia under 21                                                                     | Qual. Europeo Under-21 2025                                                         | -                                                                                   | 70’                                                                                 |
| 21-3-2025                                                                           | Venezia                                                                             | Italia under 21                                                                     | 1 – 2                                                                               | Paesi Bassi under 21                                                                | Amichevole                                                                          | -                                                                                   | 64’                                                                                 |
| 25-3-2025                                                                           | Bucarest                                                                            | Romania under 21                                                                    | 0 – 2                                                                               | Paesi Bassi under 21                                                                | Amichevole                                                                          | -                                                                                   | 72’                                                                                 |
| 6-6-2025                                                                            | Groninga                                                                            | Paesi Bassi under 21                                                                | 3 – 0                                                                               | Costa d'Avorio under 23                                                             | Amichevole                                                                          | -                                                                                   | 46’                                                                                 |
| 12-6-2025                                                                           | Košice                                                                              | Finlandia under 21                                                                  | 2 – 2                                                                               | Paesi Bassi under 21                                                                | Europeo Under-21 2025 - 1º turno                                                    | 1                                                                                   | 65’                                                                                 |
| 15-6-2025                                                                           | Prešov                                                                              | Paesi Bassi under 21                                                                | 1 – 2                                                                               | Danimarca under 21                                                                  | Europeo Under-21 2025 - 1º turno                                                    | -                                                                                   | 66’                                                                                 |
| 18-6-2025                                                                           | Prešov                                                                              | Paesi Bassi under 21                                                                | 2 – 0                                                                               | Ucraina under 21                                                                    | Europeo Under-21 2025 - 1º turno                                                    | -                                                                                   | 73’                                                                                 |
| 21-6-2025                                                                           | Žilina                                                                              | Portogallo under 21                                                                 | 0 – 1                                                                               | Paesi Bassi under 21                                                                | Europeo Under-21 2025 - Quarti di finale                                            | 1                                                                                   | 79’                                                                                 |
| 25-6-2025                                                                           | Bratislava                                                                          | Inghilterra under 21                                                                | 2 – 1                                                                               | Paesi Bassi under 21                                                                | Europeo Under-21 2025 - Semifinale                                                  | -                                                                                   |                                                                                     |
| Totale                                                                              |                                                                                     | Presenze                                                                            | 14                                                                                  |                                                                                     | Reti                                                                                | 2                                                                                   |                                                                                     |

## Palmarès
- UEFA Youth League: 1

AZ Alkmaar: 2022-2023